# Журов (телесериал)
«Жу́ров» — российский многосерийный остросюжетный детективный телевизионный художественный фильм режиссёров Ильи Макарова и Карена Оганесяна, первый сезон которого снят и выпущен на экраны в 2009 году. Второй сезон картины произведён в 2010 году, а впервые продемонстрирован — в 2013 году.
Главный герой фильма — эксцентричный опытный сыщик-одиночка Иван Иванович Журов, роль которого исполнил актёр Андрей Панин (28 мая 1962 — 6 марта 2013).
Премьерный показ первого сезона телесериала состоялся 9 ноября 2009 года на российском «Первом канале», однако после показа четырёх серий из шестнадцати сериал был снят с эфира, так как проигрывал по рейтингам повторному показу сериала «Ликвидация» на телеканале «Россия», в результате чего с 16 ноября он был заменён на второй сезон сериала «Офицеры». Полностью первый сезон сериала «Журов» был показан с 7 по 25 июня 2010 года на казахстанском телеканале «Astana TV», а в российском эфире — с 11 по 21 июля 2011 года на телеканале «Звезда».
Премьера второго сезона телесериала — «Журов 2» — началась на российском «Первом канале» 18 марта 2013 года, через двенадцать дней после трагической гибели исполнителя главной роли — актёра Андрея Панина.
Всего в двух сезонах сериала снято шестнадцать фильмов, каждый из которых описывает отдельную законченную историю и состоит из двух серий (всего в двух сезонах — тридцать две серии).

## Сюжет
Действие фильма происходит в маленьком провинциальном российском городке — Задольске, где и работает следователем прокуратуры Иван Иванович Журов (Андрей Панин).
На первый взгляд Журов кажется незадачливым чудаком. Он разъезжает по городу на своей старенькой бежевой «Победе», слушает рок-н-ролл, курит дешёвую «Приму», любит «приложиться» к спиртному, один воспитывает дочь Лизу (Светлана Иванова (1-й сезон), Ксения Роменкова (2-й сезон)), имеет непростые отношения с начальницей Люсьеной Павловной (Елена Сафонова) и весьма смутные амурные — со своей коллегой, экспертом-криминалистом Наташей Феофановой (Олеся Судзиловская). Кроме того, у него есть ещё один близкий друг — верная собака Жучка. У причудливого, но очень опытного и талантливого сыщика Журова непростой характер, вызывающее поведение, человеческий подход и бульдожья хватка.
Однако, всё это не мешает ему виртуозно раскрывать самые сложные и запутанные дела, за которые, кроме него, больше никто не рискует браться. Главное его оружие — интеллект. Пистолет в руки он берёт только в крайних случаях…

## «Журов» (1-й сезон)

### Наименование серий
Первый сезон телесериала «Журов» включает в себя восемь фильмов, каждый из которых состоит из двух серий (всего — шестнадцать серий):
- 1. 1. 01-02. «Теорема Лобачевского»

Совершено покушение на олигарха Леонида Пылаева. Подозрение падает на партнёра Пылаева по бизнесу Степана Караяна. Задольская прокуратура берёт это дело под особый контроль. Следователь Иван Журов занят другим «громким» делом: пьяный сантехник Тыркин сознаётся, что убил бандита Прокопенко, хотя сам ничего не помнит. В квартире Тыркина Журов находит странный кулон, на котором выгравировано имя Люба. Журову удаётся вычислить таинственную незнакомку…
Встреча с Любой заканчивается для Журова больницей. Девушку объявляют в розыск. Журов старается узнать всё о её прошлом и понять, почему она подставила Тыркина. Выясняется, что Люба работала в офисе Пылаева…
- 1. 2. 03-04. «Игра в куклы»

В одной из аудиторий медицинской академии университетского городка неподалёку от Задольска находят мёртвой студентку Дашу Гущину. Экспертиза устанавливает, что смерть наступила в результате инфаркта. В общежитии Журов узнаёт, что кто-то обыскал её комнату. Соседка по комнате Вера, рассказывает, что Даша увлекалась мистикой. В комнате девушки Журов находит три странные восковые фигурки кукол…
Академию потрясает новое убийство — преподавателя Сысоева. А через день находят задушенной красавицу-студентку Алёну Степанову. Под подозрения Журова попадают несколько студентов…
- 1. 3. 05-06. «Старые доски»

Из квартиры Козлова, внука художника-иконописца Боголепского, вор Грищенко крадёт старинную икону «Страшный суд», которая по всем каталогам числится в Ярославском музее. Не успевает вор выйти с ней на улицу, как его забирают подъехавшие милиционеры. Грищенко удаётся сбежать от них. Опасаясь за свою жизнь он является с повинной к Журову в прокуратуру. Журов берётся за расследование этой кражи и отправляется в Ярославль…
Расспросы Журова, представившегося журналистом, заставляют очень нервничать директора местного музея. Журов устанавливает, что в музее висит не подлинник иконы, а копия. Ниточки приводят Журова в церковь села Козлово…
- 1. 4. 07-08. «Тяжкий крест»

Людмила, жена депутата областной Думы Николая Сметанина, обнаруживает труп горничной Оксаны. Она уверена, что преступление совершил её неполноценный пасынок Алексей. Николай решает избавиться от трупа. Людмила рассказывает о случившемся своему любовнику — журналисту Александру Щёголеву. В доме Сметаниных появляется Журов. Он знакомится с больным Алексеем…
Щёголева находят застреленным в собственной квартире. Сметанин признаётся Журову в убийстве Оксаны. Милиция находит труп девушки. Экспертиза устанавливает, что смерть Оксаны наступила в результате сердечного приступа. Сметанина отпускают под подписку о невыезде. Но неожиданно в деле появляются новые обстоятельства…
- 1. 5. 09-10. «Курортный роман»

В санатории, Журова, приехавшего на лечение, поселили в номер, где только что умерла жена директора санатория. Вокруг ходят разные и загадочные слухи. Вскоре при странных обстоятельствах умирает один из врачей. Интриги вокруг событий принимают другой оттенок: неверность мужа, жены, старая любовь, приезд загадочной богатой клиентки…
- 1. 6. 11-12. «Предвыборный ход»

В городе идёт предвыборная кампания кандидатов на пост мэра города. Для данной работы привлечены пиарщики. Вдруг у одного из кандидатов из детского сада выкрали сына, требуя выкуп, но выясняется, что мальчик просто однофамилец. Однако, денег у воспитателя ребёнка для шантажистов нет. Кандидат отказывается помогать собирать выкуп. Тогда деньги пытается собрать сам Журов…
- 1. 7. 13-14. «Смертельный номер»

С моста под колёса поезда падает человек. Он оказывается актёром цирка, разработавшим новый номер. Что за человек это был — предстоит разобраться Журову. Суицид или убийство? Невольным свидетелем оказался молодой сотрудник, вскоре и он срывается из-под купола цирка. Есть несколько подозреваемых. Как разобраться в мотивах убийств и найти убийцу?..
- 1. 8. 15-16. «Шабес-гой»

В ближайшем пригороде была обнаружена машина, съехавшая на обочину дороги, сгоревшая, с разбитыми от выстрелов стёклами и с паспортом на имя еврейского мальчика, который живёт в районе аварии. Погибших не было обнаружено, но в районной больнице странным образом появилась женщина-еврейка, которой срочно требуется операция. Журов видит пострадавшую без сознания перед операцией. Но, увы, она умирает. На вилле, где жил мальчик, был предъявлен настоящий его паспорт и все, в том числе охрана, твердят о том, что не слышали выстрелов. В больнице Журов несколько раз сталкивается с мужчиной, который интересуется состоянием неизвестной пострадавшей женщины. Чтобы разобраться в данном деле, Журов летит в Израиль, где ему помогает его старинный друг…

### Роли исполняют

#### В главных ролях
- Андрей Панин — Иван Иванович Журов, следователь прокуратуры города Задольска
- Олеся Судзиловская — Наталья Николаевна Феофанова, майор милиции, эксперт-криминалист, коллега Журова
- Елена Сафонова — Люсьена Павловна Ершова, прокурор, начальник Журова
- Иван Моховиков — Михаил Филатов, оперуполномоченный, друг и помощник Журова
- Светлана Иванова — Лиза, дочь Журова (только в 1-м сезоне)
- Ольга Тумайкина — Ниночка, секретарь Люсьены Павловны Ершовой
- Татьяна Рудина — Ирина Николаевна Плежэ, судмедэксперт

#### В ролях
- Сергей Баталов — Романыч, сосед Журова (фильм № 1 «Теорема Лобачевского», серии № 1-2; фильм № 2 «Игра в куклы», серии № 3-4; фильм № 6 «Предвыборный ход», серии 11-12)
- Игорь Арташонов — Андрей Михайлович Бабков, начальник охраны (фильм № 1 «Теорема Лобачевского», серии № 1-2)
- Светлана Устинова — Люба Зайцева (фильм № 1 «Теорема Лобачевского», серии № 1-2)
- Алексей Шевченков — Валерий Николаевич Тыркин, сантехник, подозреваемый по делу (фильм № 1 «Теорема Лобачевского», серии № 1-2)
- Кирилл Сафонов — Леонид Леонидович Пылаев, олигарх (фильм № 1 «Теорема Лобачевского», серии № 1-2)
- Александр Никитин — Лощенков (фильм № 1 «Теорема Лобачевского», серии № 1-2)
- Сергей Газаров — Степан Суренович Кароян, бизнесмен (фильм № 1 «Теорема Лобачевского», серии № 1-2)
- Андрей Бобров — афганец (фильм № 1 «Теорема Лобачевского», серии № 1-2)
- Иван Стебунов — Артём Гришин (фильм № 2 «Игра в куклы», серии № 3-4)
- Юлия Галкина — Алёна Николаевна Степанова (фильм № 2 «Игра в куклы», серии № 3-4)
- Сергей Беляев — Олег Павлович Сысоев, преподаватель медицинской академии (фильм № 2 «Игра в куклы», серии 3-4)
- Игорь Яцко — Дмитрий Игоревич Анисимов, ректор медицинской академии (фильм № 2 «Игра в куклы», серии 3-4)
- Маргарита Шилова — тётя Дарьи Гущиной (фильм 2 « Игра в куклы», серии 3-4)
- Юрий Шлыков — Аркадий Борисович Козлов, коллекционер, внук иконописца Боголепского (фильм № 3 «Старые доски», серии 5-6)
- Константин Воробьёв — Вениамин Грищенко, вор (фильм № 3 «Старые доски», серии 5-6)
- Сергей Шеховцов — Вячеслав Анатольевич Рыбаков, директор музея (фильм № 3 «Старые доски», серии 5-6)
- Дмитрий Межевич — Николай Иванович Горбань, реставратор (фильм № 3 «Старые доски», серии 5-6)
- Юрий Нифонтов — Пётр Андреевич Фадеев-Громов, специалист искусствоведения, коллекционер (фильм № 3 «Старые доски», серии 5-6)
- Игорь Золотовицкий — Виталий Митин, фотограф (фильм № 3 «Старые доски», серии 5-6)
- Евгений Герчаков — Сергей Андреевич Корзун, бизнесмен (фильм № 3 «Старые доски», серии 5-6)
- Кирилл Кяро — Константин, бывший заключённый (фильм № 3 «Старые доски», серии 5-6)
- Андрей Смоляков — Николай Владимирович Сметанин, депутат областной Думы, отец Алексея (фильм № 4 «Тяжкий крест», серии 7-8)
- Ольга Погодина — Людмила Степановна Сметанина, жена депутата областной Думы Николая Сметанина (фильм № 4 «Тяжкий крест», серии 7-8)
- Джулиано ди Капуа — Александр Александрович Щёголев, журналист, любовник Людмилы Сметаниной (фильм № 4 «Тяжкий крест», серии 7-8)
- Владимир Юматов — следователь прокуратуры из Москвы (фильм № 4 «Тяжкий крест», серии 7-8)
- Ольга Богданова — Изабелла Михайловна, сотрудник благотворительного фонда (фильм № 4 «Тяжкий крест», серии 7-8)
- Станислав Беляев — Игорь Кленин, сын банкира, наркоман (фильм № 4 «Тяжкий крест», серии 7-8)
- Игорь Юраш — банкир, отец Игоря Кленина (фильм № 4 «Тяжкий крест», серии 7-8)
- Ольга Волкова — Ефросинья Андреевна Панкратова, пациент санатория (фильм № 5 «Курортный роман», серии 9-10)
- Наталия Вдовина — Инна Александровна Уварова, физиотерапевт в санатории (фильм № 5 «Курортный роман», серии 9-10)
- Екатерина Семёнова — Елена Андреевна Селезнёва, лечащий врач в санатории, кардиолог (фильм № 5 «Курортный роман», серии 9-10)
- Сергей Юшкевич — Александр Селезнёв, бывший хирург, муж Елены Селезнёвой (фильм № 5 «Курортный роман», серии 9-10)
- Вера Воронкова — Бодрова, лечащий врач сыщика Журова в санатории (фильм № 5 «Курортный роман», серии 9-10)
- Виктор Раков — Анатолий Анатольевич Карпов, директор санатория (фильм № 5 «Курортный роман», серии 9-10)
- Михаил Горевой — Сергей Викторович Бородин, кандидат на пост мэра города Задольска (фильм № 6 «Предвыборный ход», серии 11-12)
- Александр Макогон — Алексей Карякин, политтехнолог, руководитель пиар-кампании Сергея Бородина (фильм № 6 «Предвыборный ход», серии 11-12)
- Игорь Верник — Могилатов, майор милиции, оперуполномоченный по особо важным делам из Москвы (фильм № 6 «Предвыборный ход», серии 11-12)
- Дарья Белоусова — Алёна Сергеевна Бородина, воспитательница детского сада № 7 города Задольска (фильм № 6 «Предвыборный ход», серии 11-12)
- Юрий Цурило — Бенедиктов, артист цирка, ведущий мастер манежа, руководитель иллюзионного аттракциона (фильм № 7 «Смертельный номер», серии 13-14)
- Евдокия Германова — Амалия Олеговна Берулава (до замужества — Данилова), артистка цирка, дочь известного клоуна Олега Данилова (фильм № 7 «Смертельный номер», серии 13-14)
- Семён Фурман — Павел Павлович Зиновьев, артист цирка, ведущий мастер манежа, клоун со сценическим именем «Зинуля» (фильм № 7 «Смертельный номер», серии 13-14)
- Любовь Румянцева — Софья Михайловна, мать Натальи Феофановой, бабушка Мити (фильм № 7 «Смертельный номер», серии 13-14)
- Андрей Сенькин — Дмитрий Пряжко (Димусик), артист цирка, воздушный гимнаст (фильм № 7 «Смертельный номер», серии 13-14)
- Анатолий Гурьев — Петровский, дрессировщик в цирке (фильм № 7 «Смертельный номер», серии 13-14)
- Алеся Самоховец — Снежана, дочь Петровского (фильм № 7 «Смертельный номер», серии 13-14)
- Светлана Тимофеева-Летуновская — ассистент Бенедиктова по иллюзионному аттракциону в цирке (фильм № 7 «Смертельный номер», серии 13-14)
- Зинаида Зубкова — Матильда Зборовская (фильм № 7 «Смертельный номер», серии 13-14)
- Зоя Белохвостик — Лариса Миронова, вдова погибшего артиста цирка Сергея Валентиновича Миронова, мать Виталия, бывшая артистка цирка (фильм № 7 «Смертельный номер», серии 13-14)
- Александр Фролов — Григорий и Сергей Сотниковы, братья-близнецы (фильм № 7 «Смертельный номер», серии 13-14)
- Ольга Рептух — Ольга Фёдоровна Трегулова, артистка цирка, любовница Сергея Миронова (фильм № 7 «Смертельный номер», серии 13-14)
- Святослав Астрамович — Иван Полозов, униформист в цирке (фильм № 7 «Смертельный номер», серии 13-14)
- Валентина Лосовская — Надежда Шарончикова, мать девочек-близнецов Маши, Гали, Ляли и Жени (фильм № 7 «Смертельный номер», серии 13-14)
- Анна Банщикова — Стефания Гершакович (Степанида), «опекун» мальчика Мони из Израиля (сына известного раввина), воровка «на доверии» (фильм № 8 «Шабес-гой», серии 15-16)
- Ольга Самошина — немая няня («Му-му») мальчика Мони из Израиля, сына известного раввина
- Георгий Тесля-Герасимов — «Кача», начальник охраны дома мальчика Мони из Израиля, сына известного раввина (фильм № 8 «Шабес-гой», серии 15-16)
- Андрей Свиридов — «Брумель», охранник в доме мальчика Мони из Израиля, сына известного раввина (фильм № 8 «Шабес-гой», серии 15-16)
- Александр Баргман — Бен (Беня) Гурион, израильтянин, мотоциклист, воевал в «Коммандос» на ливанской войне (фильм № 8 «Шабес-гой», серии 15-16)
- Алиса Хазанова — Соня, израильтянка, напарница Бена (Бени) Гуриона (фильм № 8 «Шабес-гой», серии 15-16)
- Владимир Фридман — Яков Кохан, сотрудник израильской полиции, давний друг сыщика Журова (фильм № 8 «Шабес-гой», серии 15-16)
- Владимир Шибанков — Матвей Сергеевич Корицин, ветеран ВОВ, владелец мотоцикла и сгоревшего автомобиля «Жигули» (фильм № 8 «Шабес-гой», серии 15-16)
- Артём Смола — Марк Шабат, дипломат, представитель консульства Израиля в России (фильм № 8 «Шабес-гой», серии 15-16)
- Павел Цитринель — реб Айзек (фильм № 8 «Шабес-гой», серии 15-16)

и другие.

## «Журов» (2-й сезон)
В 2010 году было снято продолжение телесериала — «Журов 2» (режиссёр — Карен Оганесян).
Главный герой фильма — всё тот же немолодой, честный, преданный своему делу работник задольской прокуратуры. Как и в первой части, в очередных сериях он расследует восемь дел (каждые две серии имеют один законченный сюжет), встречаясь с самыми разными людьми, как по характерам, так и по социальному положению. И в каждом деле его опыт, смекалка и превосходное знание психологии позволяют докопаться до самой сути…
Премьера второго сезона телесериала «Журов» состоялась 18 марта 2013 года, через двенадцать дней после трагической гибели исполнителя главной роли — актёра Андрея Панина.

### Наименование серий
Второй сезон телесериала «Журов» включает в себя восемь фильмов, каждый из которых состоит из двух серий (всего — шестнадцать серий):
- 2. 1. 01-02. «Пятый день»

Популярный автор детективных романов Марина Дробышева отравлена. Её муж спешит вернуться из командировки, чтобы помочь следствию. Под подозрением трое гостей кулинарного шоу Марины — у каждого из них есть мотив. Но интуиция ведёт Журова в другую сторону…
- 2. 2. 03-04. «Письма оттуда»

Кассир Сбербанка Белошникова Нина Матвеевна 50-ти лет найдена мёртвой в своей квартире. На первый взгляд — обычное самоубийство. И предсмертная записка оставлена. Но Журов уверен — не всё так просто…
- 2. 3. 05-06. «Глухарь»

В квартире найдено тело 23-летнего Олега Кладько, скончавшегося от ножевых ранений. Молодой человек не мог позвать на помощь потому, что был глухонемым. Соседка убитого Анна Прокопьевна уверена, что смерть Олега связана с расселением дома. Она же помогает составить фоторобот двух мужчин, которых видела в коридоре в день убийства. Журову предстоит нелёгкая задача — провести расследование, погрузившись в мир, где нет звуков…
- 2. 4. 07-08. «Прелести ада»

Журов расследует убийство бомжа, труп которого обнаружил другой обитатель свалки. Журову и самому приходится примерить лохмотья, чтобы выяснить: откуда у убитого банковская карта с миллионными накоплениями…
- 2. 5. 09-10. «Кошкин хвост»

Известный в городе бизнесмен Скрынников по прозвищу «Славик Большой» заколот кинжалом из собственной коллекции. Не думал Журов, что ему придётся расследовать убийство своего врага номер один. Тем более, в «мирное» время, когда нет ни разборок, ни переделов влияния. Кому же помешал ушедший на покой криминальный авторитет?
- 2. 6. 11-12. «Невиновный»

Бизнесмен Колтунов обнаруживает свою жену Галину повешенной. Свою вину он категорически отрицает. Журову предстоит решить головоломку. Если смерть женщины — дело рук Колтунова, то какова, в таком случае, роль его друга детства — журналиста Сергея?
- 2. 7. 13-14. «122 сантиметра»

Убит страховой агент Николай Вершков, человек состоятельный и во всех смыслах положительный. У Журова есть единственная зацепка: перед смертью Вершков разговаривал с дочерью, которая учится стрельбе из лука. Приходится и Журову заняться этим видом спорта…
- 2. 8. 15-16. «Розовый заяц»

Найден мёртвым пожилой пьяница Савельев Сергей Николаевич. Никаких следов насильственной смерти. Вот только на похороны несчастного пойти некому, и Журов берёт эту миссию на себя. На кладбище его дочка Лиза замечает певицу Булатникову. Неужели звезда такого масштаба пришла попрощаться с покойным?..

### В ролях
- Андрей Панин — Иван Иванович Журов, следователь прокуратуры города Задольска (переозвучил голос Андрея Панина во 2-м сезоне и частично в 1-м сезоне сериала актёр Сергей Бурунов, в титрах это не указано[15])
- Олеся Судзиловская — Наталья Николаевна Феофанова, майор милиции, эксперт-криминалист, коллега Журова
- Елена Сафонова — Люсьена Павловна Ершова, прокурор, начальник Журова
- Иван Моховиков — Михаил Филатов, оперуполномоченный, друг и помощник Журова
- Ксения Роменкова — Лиза, дочь Журова (во 2-м сезоне)
- Сергей Баталов — Романыч, сосед Журова
- Ольга Тумайкина — Ниночка, секретарь Люсьены Павловны Ершовой
- Дмитрий (Митя) Лабуш — Илья Зыков, практикант, сотрудник прокуратуры
- Иван Павлов — Игорь Евгеньевич Лощенков, сотрудник прокуратуры
- Виктор Рыбчинский — Павел Иванович Самсонов, сотрудник прокуратуры
- Инна Дымская — Виктория Либензон, журналист
- Валерия Арланова — Марина Антоновна Дробышева, автор детективных романов, ведущая кулинарного телешоу (фильм № 1 «Пятый день», серии 1-2)
- Владислав Ветров — Евгений Андреевич Дробышев, профессор, муж Марины Антоновны Дробышевой (фильм № 1 «Пятый день», серии 1-2)
- Юлия Рутберг — Эмилия Борисовна Гартунг, «компаньонка» (управляющая) в доме Марины и Евгения Дробышевых (фильм № 1 «Пятый день», серии 1-2)
- Галина Польских — Валентина Ивановна Сивлярская, актриса (фильм № 2 «Письма оттуда», серии 3-4)
- Виталий Кищенко — Семён Петрович Плавунцов, бомж (фильм № 3 «Прелести ада», серии 7-8)
- Игорь Сигов — Алексей Серебряков, директор завода (фильм № 3 «Прелести ада», серии 7-8)
- Александр Феклистов — Вадим Иванович Колтунов, бизнесмен (фильм № 6 «Невиновный», серии 11-12)
- Анна Полупанова — Екатерина Мамонтова, любовница бизнесмена Вадима Ивановича Колтунова (фильм № 6 «Невиновный», серии 11-12)
- Игорь Савочкин — Сергей Архипов, журналист (фильм № 6 «Невиновный», серии 11-12)
- Галина Петрова — Полина Ниловна, менеджер по уборке в ДЮСШ «Колчан» города Задольска (фильм № 7 «122 сантиметра», серии 13-14)
- Владимир Бадов — Петро Сангожапович Гамбаев, тренер по стрельбе из лука в ДЮСШ «Колчан» города Задольска, муж Алисы Витальевны Гамбаевой (фильм № 7 «122 сантиметра», серии 13-14)
- Ксения Лаврова-Глинка — Алиса Витальевна Гамбаева, жена тренера по стрельбе из лука в ДЮСШ «Колчан» города Задольска Петро Сангожаповича Гамбаева (фильм № 7 «122 сантиметра», серии 13-14)
- Егор Пазенко — Юлий Борисович Филимонов, бизнесмен, спонсор ДЮСШ «Колчан» города Задольска (фильм № 7 «122 сантиметра», серии 13-14)
- Татьяна Гаркуша — Галина Игнатьевна, бабушка Глеба Саватеева (фильм № 7 «122 сантиметра», серии 13-14)
- Александра Тюфтей — Марина Вершкова, спортсменка, стрелок из лука, воспитанница ДЮСШ «Колчан» города Задольска, дочь страхового агента Николая Васильевича Вершкова (фильм № 7 «122 сантиметра», серии 13-14)
- Ольга Сизова — Вершкова, бывшая жена страхового агента Николая Васильевича Вершкова, мать Марины Вершковой (фильм № 7 «122 сантиметра», серии 13-14)
- Наталья Рогожкина — Дина Булатникова, известная певица / Светлана Васильевна Кадочникова (фильм № 8 «Розовый заяц», серии 15-16)
- Александр Тютин — Евгений Рудольфович Зимин, продюсер певицы Дины Булатниковой (фильм № 8 «Розовый заяц», серии 15-16)
- Андрей Тихомирнов — Эдик Пинский, поэт-песенник, автор хитов певицы Дины Булатниковой (фильм № 8 «Розовый заяц», серии 15-16)
- Руслан Чернецкий — пресс-секретарь певицы Дины Булатниковой (фильм № 8 «Розовый заяц», серии 15-16)
- Анатолий Голуб — участковый уполномоченный милиции (фильм № 8 «Розовый заяц», серии 15-16)